# Monica Nolan (tennis)
Pour les articles homonymes, voir Monica Nolan.
Monica Nolan, née le 28 décembre 1913 et décédée le 18 décembre 1995, est une joueuse de tennis américaine de l'entre-deux-guerres.
Elle s'est illustrée au tournoi de Cincinnati, atteignant six finales en simple (1937 et 1942) et en double (1937, 1938, 1939 et 1942).
Elle remporte la finale de 1939 du double dames avec Catherine Wolf (en).

## Palmarès (partiel)

### Finales en simple dames
| No | Date | Nom et lieu du tournoi            | Catégorie | Surface    | Vainqueure         | Score    |  |
| -- | ---- | --------------------------------- | --------- | ---------- | ------------------ | -------- |  |
| 1  | 1937 | Cincinnati tournament, Cincinnati |           | Dur (ext.) | Virginia Hollinger | 6-3, 6-2 |  |
| 2  | 1942 | Cincinnati tournament, Cincinnati |           | Dur (ext.) | Catherine Wolf     | 6-4, 6-1 |  |

### Titre en double dames
| No | Date | Nom et lieu du tournoi           | Catégorie | Surface    | Partenaire     | Finalistes                 | Score    |  |
| -- | ---- | -------------------------------- | --------- | ---------- | -------------- | -------------------------- | -------- |  |
| 1  | 1939 | Cincinnati tournament Cincinnati |           | Dur (ext.) | Catherine Wolf | Jane Wagner Josephine Gray | 6-4, 6-1 |  |

### Finales en double dames
| No | Date | Nom et lieu du tournoi           | Catégorie | Surface    | Vainqueures                              | Partenaire         | Score         |  |
| -- | ---- | -------------------------------- | --------- | ---------- | ---------------------------------------- | ------------------ | ------------- |  |
| 1  | 1937 | Cincinnati tournament Cincinnati |           | Dur (ext.) | Josephine Gray Jane Wagner               | Clara Louise Zinke | 7-5, 6-4      |  |
| 2  | 1938 | Cincinnati tournament Cincinnati |           | Dur (ext.) | Virginia Wolfenden Patricia Canning Todd | Marta Barnett      | 0-6, 8-6, 6-2 |  |
| 3  | 1942 | Cincinnati tournament Cincinnati |           | Dur (ext.) | Catherine Wolf Peggy Welsh               | Jane Wagner        | 6-3, 6-0      |  |